# Jérôme Kanapa
 (février 2017).
Si vous disposez d'ouvrages ou d'articles de référence ou si vous connaissez des sites web de qualité traitant du thème abordé ici, merci de compléter l'article en donnant les références utiles à sa vérifiabilité et en les liant à la section « Notes et références ».
Pour les articles homonymes, voir Kanapa.
Jérôme Kanapa, né le 25 novembre 1946 à Neuilly-sur-Seine et mort le 3 juillet 2014 à Arcueil, est un réalisateur, assistant réalisateur, scénariste, producteur et directeur de production français.

## Biographie
Fils du dirigeant du Parti communiste français Jean Kanapa, Jérôme Kanapa fut l'assistant de Claude Berri et Jean-Luc Godard. Il vivait dans la banlieue parisienne, et travaillait au sein du Cifap (formation professionnelle continue de l'audiovisuel).

## Filmographie

### Assistant Réalisateur
- 1967 : Le Vieil Homme et l'Enfant de Claude Berri avec Michel Simon
- 1968 : Le Mariage de Claude Berri avec Élisabeth Wiener
- 1969 : Le Corps de Diane de Jean-Louis Richard avec Jeanne Moreau
- 1970 : La Méduse de Jacques Rozier
- 1970 : Le Pistonné de Claude Berri avec Guy Bedos et Coluche
- 1972 : Le petit poucet de Michel Boisrond
- 1976 : Les Naufragés de l'île de la Tortue, de Jacques Rozier

### Réalisateur

#### Courts métrages
- 1967 : Excellence, ne fais pas l'enfant !
- 1976 : Toutes les Joséphine ne sont pas impératrices (Moyen métrage documentaire)

#### Longs métrages
- 1973 : La République est morte à Diên Biên Phu (en collaboration avec Jean Lacouture et Philippe Devillers)
- 1973 : Mai 68 (en collaboration avec Gudie Lawaetz)
- 1974 : Histoire d'aller plus loin (en collaboration avec Bernard Paul)
- 1978 : En l'autre bord

### Directeur de production
- 1971 : Yehudi Menuhin, chemin de lumière de François Reichenbach
- 1971 : Rostropovitch, un homme de Russie de Gérard Patris
- 1971 : Isaac Stern, my name is Stern de Gérard Patris
- 1971 : La bataille des orchestres (de Gérard Patris et Jérôme Kanapa
- 1974 : C'est dur pour tout le monde de Christian Gion  - Les Films du Cercle
- 1974 : Un sac de billes (film) de Jacques Doillon - Renn Productions
- 1994 : Les Gens de la rizière de Rithy Panh (production par JBA, la Sept, Canal+, Channel Four et la ZDF)
- 1995 : État des lieux de Jean-François Richet

### Scénariste
- 1976 : En l'autre bord de lui-même
- 1976 : Le temps d'une miss de Jean-Daniel Simon

### Producteur
- 1974 : La Course en tête de Joël Santoni
- 1975 : Tendre Dracula, de Pierre Grunstein
- 1975 : Il pleut toujours où c'est mouillé de Jean-Daniel Simon